# Тайконлінь (гірський масив)
Тайконлінь (в'єт. khối núi Tây Côn Lĩnh) — гірський масив на заході провінції Хазянг у Північно-Східному регіоні В'єтнаму. Гірський масив поділений між двома повітами — Хоангшуфі і Вісуєн, у 46 км західніше Хазянгу.
Масив знаходиться у верхів'ях річки Тяй. Це найстаріший гранітний гірський масив у Північно-Східному В'єтнамі, який утворився щонайменше 500 мільйонів років. Це також найбільший гранітний масив у Північному В'єтнамі, площею до 2500 км².
Тут знаходяться найвищі вершини регіону Північно-Східний В'єтнам — Тайконлінь (2428 м) і Тьєулаутхі (2402 м). Крім того, є багато інших вершин висотою близько 2000 м. Біля підніжжя гірських вершин розташована відносно рівна поверхня, висота якої від 1100 до 1300 м.
З гірського масиву Тайконлінь беруть початок багато річок і струмків, а крутий рельєф зумовлює велику кількість порогів та водоспадів.

## Інша назва
Інша назва масиву — Гірський масив у верхів'ях річки Тяй (в'єт. Khối núi thượng nguồn sông Chảy).